# Julie Rugaard
Julie Seir Rugaard (født 21. april 1978 i Jægerspris) er en dansk sangerinde og radiovært.
Rugaard er kendt under kunstnernavnet Blå Øjne. Hun fik sit gennembrud i 1998 med tredobbelt-platin singlen "Romeo", der var en coverversion af Sebastians sang. Efterfølgende fulgte debutalbummet Romeo & Julie (1999), produceret af Holger Lagerfeldt, der solgte dobbelt-platin. I 2001 udgav hun albummet Tæt på, hvorpå der længe var stille om hendes musik. I 2003 begyndte hun som studievært på radiostationen The Voices nu nedlagte morgenudsendelse Freakshow.
I 2006 udgav hun singlen "Stærkere", der musikalsk er en videreudvikling i forhold til Tæt på. Stilen er mere afdæmpet softrock – 'akustisk pop'.
Hun har siden 2007 været ansat hos DR som tilrettelægger på Aftenshowet.
Julie Rugaard deltog i Dansk Melodi Grand Prix 2008 med sangen "Kan ikke forstå", som hun skrev sammen med Jens Simonsen.

## Diskografi

### Album
- Romeo & Julie (1999)
- Remix Album 01 (1999)
- Tæt på (2001)

### Singler
- "Romeo" (1998)
- "Dig & Mig" (1998)
- "Forelsket" (1999)
- "Smuk & Dejlig" (1999)
- "Inderst inde '99" (featuring Al Agami) (1999)
- "Together Again" (Sash! featuring Blå Øjne) (2000)
- "Hos dig (er jeg alt)" (2000)
- "Fiskene i havet" (2001)
- "Hvis du går" (2001)
- "You Keep Me Hanging On" (som Blue Ice) (2003)
- "Vil ha' dig" (2004)
- "Stærkere" (2006)